# Riano
Pour la commune espagnole, voir Riaño.
Riano est une commune italienne de la ville métropolitaine de Rome Capitale, dans la région Latium.

## Géographie

### Situation
Riano s'élève au nord de Rome sur une colline de tuf à 125 m d'altitude, dominant le Tibre. Le territoire de la commune s'étend sur 25,35 km2.

### Hameaux
La commune comprend les hameaux de Belvedere et La Rosta.

## Politique et administration
| Période                                  | Période  | Identité          | Étiquette     | Qualité |
| ---------------------------------------- | -------- | ----------------- | ------------- | ------- |
| 2011                                     | 2016     | Marinella Ricceri | Liste civique |         |
| 2016                                     | En cours | Ermelindo Vetrani |               |         |
| Les données manquantes sont à compléter. |          |                   |               |         |